# Fulacunda
Fulacunda är en ort i Guinea-Bissau. Den ligger i den sydvästra delen av landet, 50 km söder om huvudstaden Bissau. Folkmängden uppgår till cirka 1 500 invånare.

## Geografi
Fulacunda ligger 20 meter över havet. Terrängen runt Fulacunda är mycket platt. Runt Fulacunda är det ganska glesbefolkat, med 45 invånare per kvadratkilometer. Närmaste större samhälle är Bolama, 17,2 km norr om Fulacunda. 